# PocketStation
A PocketStation (ポケットステーション; Pokettoszutéson; Hepburn: Pokettosutēshon) egy periféria, amelyet a Sony Computer Entertainment gyártott a PlayStation asztali videójáték-konzolhoz. A készüléknek, amelyet a Sony egy memóriakártya és egy miniatűr digitális személyi asszisztens kombinációjaként kategorizált be, monokróm folyadékkristályos kijelzője (LCD) van, rendelkezik infravörös kommunikációs képességekkel, valós idejű órával, beépített flashmemóriával és egy hangszóróval is. A készülék memóriakártya funkcióinak használatához azt a PlayStation memóriakártya nyílásán keresztül kell a konzolhoz csatlakoztatni. A PocketStation 1999. január 23-án jelent meg Japánban.
A PocketStation szoftvereket általában a PlayStation-játékok extráiként, a CD-ROM tartalmaként voltak terjesztve, ezek új funkciókat adtak a játékokhoz. Az önálló szoftverek a PlayStation konzolra voltak letölthetőek, ahonnan át lehet azokat másolni a PocketStationre. A beépített infravörös adatinterfész lehetővé teszi a közvetlen adatmásolást, valamint a többjátékos játékot a PocketStation egységek között.
A PocketStation eredetileg 1998. december 23-án jelent volna meg Japánban, azonban ezt egy hónappal elnapolták. Az 1999. január 23-i megjelenésekor a Sony mindössze 60 000 példányt szállított le a kereskedőkhöz. Kezdetben két színben, fehérben és átlátszóban volt elérhető. A készülék rendkívül népszerűnek bizonyult, a szigetország összes régiójában kifogytak belőle. A Sony ugyan úgy tervezte, hogy Japánon kívül is megjelenteti a PocketStationt, Európában és Észak-Amerikában még reklámozni is elkezdte a terméket, azonban a készülék végül mégsem jelent meg. A cég amerikai részlege a japán kereslet teljesítésének képtelenségét hozta fel a PocketStation meg nem jelenésének okaként. Néhány játék, többek között a Final Fantasy VIII vagy a SaGa Frontier 2 a lokalizált változataikban is megtartották a PocketStation funkcionalitásukat.
A PocketStation legnépszerűbb játéka a Dokodemo isso volt, amelyből több, mint 1,5 millió példányt adtak el Japánban. A PocketStation gyártását 2002 júliusában állították le miután közel ötmillió példányt szállítottak le belőle.

## Műszaki adatok
- CPU: ARM7T (32 bites RISC chip)
- Memória: 2K byte SRAM, 128K byte Flash RAM
- Kijelző: 32×32 képpontos monokróm LCD[13]
- Hang: 1 miniatűr hangszóró (10 bites PCM)
- Kapcsolók: 5 bemeneti gomb, 1 reset gomb
- Infravörös kommunikáció: kétirányú (támogatja az IrDA alapú és a hagyományos távvezérlési rendszereket)
- LED állapotjelző: 1 (vörös)
- Elem: 1 CR2032 lítium elem
- Egyéb funkciók: naptár és azonosító szám
- Méretek: 64×42×13,5 mm
- Súly: hozzávetőlegesen 30g (elemmel)[3]

## Kompatibilis játékok
- All Japan Pro Wrestling[13]
- Ape Escape (japán változat)
- Arc the Lad III
- Armored Core: Master of Arena (japán változat)[13]
- Battle Bug Story[13]
- Be Pirates![13]
- Boku va kókú kanszeikan
- Brightis
- Burger Burger 2[13]
- Chaos Break (japán változat)
- Chocobo Stallion
- Crash Bandicoot 3: Warped (japán változat)[13]
- Dance Dance Revolution 3rdMix
- Dance Dance Revolution 4thMix
- Dance Dance Revolution 5thMix
- Digimon Tamers: Pocket Culumon (japán változat)
- Dokodemo Hamster 2
- Dokodemo isso[13]
- Final Fantasy VIII[9]
- Fire Pro G
- Fish Hunter[13]
- Gallop Racer 3[13]
- Grandia (japán változat)
- Hello Kitty: White Present[13]
- I.Q. Final[13]
- Jade Cocoon: Story of the Tamamayu[14]
- JoJo’s Bizarre Adventure  (japán változat)
- The Legend of Dragoon (japán változat)[15]
- Legend of Mana
- Love Hina 2
- Lunatic Dawn 3[13]
- LMA Manager
- Kyro-chan’s Print Club[13]
- Metal Gear Solid: Integral[16]
- Mister Prospector[13]
- The Misadventures of Tron Bonne (japán változat)
- Monster Race[13]
- Monster Rancher 2 (japán változat)[13]
- Monster World[13]
- Pi to Mail[13]
- Pocket Dungeon[13]
- Pocket MuuMuu[17]
- Pocket Tuner[18]
- Prologue[13]
- Racing Lagoon
- RayCrisis (japán változat)
- Remote Control Dandy
- R4: Ridge Racer Type 4[16]
- Rockman Complete Works[16]
- SaGa Frontier 2[10]
- Shop Keeper[13]
- Spyro the Dragon (japán változat)[13]
- Spyro 2: Ripto’s Rage! (japán változat)
- Street Fighter Alpha 3 (japán változat)[16]
- Super Robot Wars Alpha
- Tales of Eternia (japán változat)
- Theme Aquarium[13]
- Tokimeki Memorial 2
- World Neverland 2[13]
- World Stadium 3[13]